# Lijst van spelers van FC Den Bosch
Dit is een lijst van voetballers die minimaal één officiële wedstrijd hebben gespeeld in het eerste elftal van de Nederlandse betaaldvoetbalclub FC Den Bosch, BVV, FC Den Bosch '67 of BVV Den Bosch.

## A
- Albert Aaftink
- Nacer Abdellah
- Abdulsamed Abdullahi
- Stanley Aborah
- Roberto Abruseze
- Hicham Acheffay
- Cor Adriaanse
- Maikel Aerts
- Anass Ahannach
- Soufyan Ahannach
- Gerard Aichorn
- Janus Alders
- Ibrahim Alışkan
- Mattias Andersson
- Bruno Appels
- Zija Azizov

## B
- Jan van Baal
- Mikuláš Bakaľa
- Sebastiaan van Bakel
- Otman Bakkal
- Mees Bakker
- Istvan Bakx
- Adnan Barakat
- Peter Barendse
- Sheddy Barglan
- Kiran Bechan
- Dick Beek
- Paul Beekmans
- Samir Beeldsnijder
- Marcel Beerens
- Casper van Beers
- Simon van Beers
- Kevin Begois
- Mike van Beijnen
- Joey Belterman
- Stefano Beltrame
- Hicham Benkirane
- Peter van den Berg
- Thijs van den Berg
- Carlo van Bergen
- Mari van Bergen
- Carlo van den Bergh
- Léon Bergsma
- Jos Berkelmans
- Mohamed Berte
- Dorus Bertens
- Michel Beukers
- Max van Beurden
- Anthony Biekman
- Brayton Biekman
- Bart Biemans
- Koen van der Biezen
- Tjemme Bijlsma
- Johan Bijnen
- Mario Bilate
- Emre Bilgin
- Mounir Biyadat
- Regi Blinker
- Sven Blummel
- Rein Bluyssen
- Krzysztof Bociek
- Jelle De Bock
- Maarten Boddaert
- Yoann de Boer
- Jeroen den Boer
- Victor van den Bogert
- Enzio Boldewijn
- Don Bolsius
- Adrien Bongiovanni
- Guus van der Borgt
- Wessel van den Bosch
- Gerard Bottenberg
- Bassou Boulghalgh
- Ilias Boumassaoudi
- Oussama Bouyaghlafen
- Ibane Bowat
- Bart van Brakel
- Marcel Brands
- Marti Brands
- Ruud Brands
- Biko Brazil
- Martin Breuer
- Joey Brock
- Bud Brocken
- Benjamin van den Broek
- Frans Brok
- Ruud Brood
- Davy Brothwell
- Luuk Brouwers
- Geert Brusselers
- Toon Brusselers
- Albert Bruurmijn
- Roel Buikema
- Jeffrey Buitenhuis
- Dick Bults
- Coen Burg
- Jan Burg
- Peter Burg
- Thijs Burgerhof
- Byron Burgering
- Joep van de Burgt
- Louis Burhenne
- Ton van Burik
- Djumaney Burnet
- Udo Busby
- Kees van Buuren

## C
- Gijs Cales
- Giuseppe Canale
- Fabio Caracciolo
- Alessio Carlone
- Marcel Cas
- Jim Catgiu
- Mustafa Celen
- Edoardo Ceria
- Jeremy Cijntje
- Vladimir Ciric
- Toon Coort
- Asier Córdoba
- Jordy van de Corput
- Gino Coutinho
- Alair Cruz Vicente
- Richard Custers
- Jeroen van Cuyk

## D
- Giel van Dam
- Henk Damen
- Mark Damen
- Peter (Ties) Danse
- Brahim Darri
- Jaap Davids
- Patrick Deckers
- Mats Deijl
- Kahraman Demirtaş
- Frank Demouge
- Peter Deriks
- Dirk Jan Derksen
- Daan van Dinter
- Daan Disveld
- Azzedine Dkidak
- Loet Donkers
- Luciën Dors
- Terrence Douglas
- Konstantinos Doumtsios
- Chris van den Dungen
- Marius van den Dungen
- Martin van Duren

## E
- Arjan Ebbinge
- Jos van Eck
- René van Eck
- Bart Van den Eede
- Zaid El Bakkali
- Abid El Idrissi
- Abdenasser El Khayati
- Mohamed El Makrini
- Marcel Elberse
- Dirk-Jan in den Eng
- Bart van Engelen
- Malcolm Esajas
- Vincent Euvrard

## F
- Winston Faerber
- Ali Fattouchi
- Kevin Felida
- Jeremy Fernandes
- Adam Fischer
- Peter Flint
- Tolis Fotinatos
- Fabian de Freitas

## G
- Wim van der Gaag
- Albin Gashi
- Joep van Geelkerken
- Ad van Gelder
- Janus van Gelder
- Jan Gerver
- Jack de Gier
- Hans Gillhaus
- Alper Göbel
- Wilbert Goossens
- Bas Gösgens
- Jan Gösgens
- Jeroen Gösgens
- Rhino Goutier
- Bert Gozems
- Patricio Graff
- Volker Graul
- Ad Graaumans
- Willy Graumans
- Danzell Gravenberch
- Dwayne Green
- Henk Grim
- Hennie van Grinsven
- Jan van Grinsven
- Hans Groenendijk
- Nick de Groot
- Nol de Groot
- Teun van Grunsven
- Mustafa Güler
- Cedric van der Gun
- Dennis Gyamfi

## H
- Radjin de Haan
- Najim Haddouchi
- Robbie Haemhouts
- Dino Halilović
- Harry van den Ham
- Faris Hammouti
- Arda Havar
- Jorn van Hedel
- Rein van Hedel
- Kees Heemskerk
- Erik Heerenveen
- Max van Hees
- Krisztián Hegyi
- Frans van der Heijden
- Steven van der Heijden
- Wim Heijmans
- Dennis Heine
- Randy van Heijnsbergen
- Marcel van Helmond
- Wim van Helvoort
- Stan Henderikx
- Peter Hendriks
- Ricardo Henning
- Daniël Hensen
- Erwin Hermes
- Iker Hernández
- Jos van Herpen
- Arturo ten Heuvel
- Laurens ten Heuvel
- Wim van de Heuvel
- Jonas Heymans
- Delano Hill
- Wim van Hintum
- Patrick Hobbelen
- Jan Hoefs
- Coen van der Hoeven
- Dilivio Hoffman
- Peter Hofman
- Tim Hofstede
- Danny Holla
- Fred van der Hoorn
- Jizz Hornkamp
- Wim van der Horst
- Gerrie van den Hout
- Arthur Hoyer
- Ǵorǵi Hristov
- Mats van Huijgevoort
- Torino Hunte
- Anthony van den Hurk

## I
- Erwin van Iersel
- Yuya Ikeshita
- T-Shawn Illidge

## J
- Ryan Jagroep
- Paul Jans
- Stefan Jansen
- Jochen Janssen
- Paul Janssen
- Cornelius Johnson
- David Jonathans
- Shalimar Jones
- Max de Jong
- Theo de Jong
- Wim de Jong

## K
- Dennis Kaars
- Elvis Kabashi
- Kevin Kabran
- Ruud Kaiser
- Sacha Kalem
- Darije Kalezić
- Tomas Kalinauskas
- Guido van de Kamp
- Piet Kamps
- Tonnie Kanters
- Hes van Kapel
- Diego Karg
- Sebastian Karlsson Grach
- Yannick Keijser
- Orpheo Keizerweerd
- Walter van de Kerkhove
- Nees Kerssens
- Sam Kersten
- Benny Kerstens
- Aziz Khalouta
- Amine Khammas
- Hasan Kılıç
- Ricardo Kip
- József Kiprich
- Törles Knöll
- Çağrı Kodalak
- Santi Kolk
- Joey Konings
- Nico Koningstein
- Sjef Koningstein
- Bert Koomen
- Brian Koopman
- Paul Koppers
- Evren Korkmaz
- Kacper Kostorz
- Vieri Kotzebue
- Wilmer Kousemaker
- Hans Kraay jr.
- Lambert Kreekels
- Armand Kremers
- Kees Krijgh (junior)
- Kees Krijgh (senior)
- Arie Kroon
- Hendrie Krüzen
- Denzel Kuijpers
- Pieter Kuijpers
- Roy Kuijpers
- Bas Kurvers

## L
- Koen van de Laak
- Harry van der Laan
- Vladimir Laisina
- Declan Lambert
- Ryan Lambert
- John Laponder
- Jago Laros
- Mees Laros
- Marc Latupeirissa
- Alexander Laukart
- Thijs van Leeuwen
- Ryan Leijten
- Richal Leitoe
- René Letterboom
- Wim Leushuis
- Peter van der Ley
- Roël Liefden
- Arno van Liempd
- Ronaldo Lima
- Arie van der Linden
- Cees van der Linden
- Bob Lindhout
- Erwin van de Looi
- Stijn de Looijer
- Ruurd van Loon
- Rafael Losada
- Jelle de Louw
- Theo Lucius
- Ramon Luijten
- Anthony Lurling

## M
- Stan Maas
- Wim van de Maas
- Dalian Maatsen
- Darren Maatsen
- Niki Mäenpää
- Luuk Maes
- Barry Maguire
- Kris Mampaey
- Julián Marchioni
- Pedro Marques
- Angelo Martha
- Reggie Martina
- Frans Matenhoru
- Rubbent's Mattadi-Nzimbo
- Diangi Matusiwa
- Billy Maximiano
- Luke Mbete
- Bradly van der Meer
- Ringo Meerveld
- Henk Meesters
- Bert de Meijer
- Pepijn van de Merbel
- Muhammed Mert
- Wout Meulemans
- Thijs van der Meulen
- Tinie Meulenbroeks
- Erik Meulendijk
- Geoffrey Meye
- Mourad Mghizrat
- Jan Michels
- Lars Miedema
- Hilmi Mihci
- Ilija Mitić
- Zain Moghal
- Nikolaj Möller
- Alexander Mols
- Emile Monsanto
- Kévin Monzialo
- Paco van Moorsel
- Dhoraso Moreo Klas
- Thijs Morreau
- Eef Mulders
- Joey Mulders
- Rik Mulders

## N
- Gevaro Nepomuceno
- Daan Netten
- Peter Netten
- John van Nielen
- Steef Nieuwendaal
- Bert Nijdam
- Wim Nijholt
- René Nijhuis
- Arnold Nijkamp
- Ruud van Nistelrooij
- Daniël Noels

## O
- Shalva Ogbaidze
- Jakub Ojrzyński
- Etienne Olf
- Steve Olfers
- Dick van Oord
- Dave van Oostveen
- Jan van Os
- Gert van Oudenallen
- Piet van Oudenallen
- Imrane Oulad Omar
- Salah-Eddine Oulad M'Hand
- Charlie van den Ouweland
- Leo Ouwens
- Coen van Overbeek
- Piet van Overbeek

## P
- Kadeem Pantophlet
- Hennie Passon
- Evangelos Patoulidis
- Ton Pattinama
- Nick Paymans
- Patrick Peelen
- Bas Peijs
- Jos Peltzer
- Filippo Penna
- Jan Peters
- Jordens Peters
- Željko Petrović
- Miel Pijs
- Benjamin Pinto
- Rini Plasmans
- Glynor Plet
- Hans van der Pluijm
- Marvin van der Pluijm
- Rick Plum
- Dennis van der Poll
- Romano Postema
- Berry Powel
- Denis Pozder
- Ton Pronk

## Q
- Henk Quaadvliet
- Bernard Quainoo
- Erik Quekel
- Joel Qwiberg

## R
- Prince Rajcomar
- Wim Raymaekers
- Esad Razić
- Romero Regales
- Timo Regouin
- Martin Reijnders
- Jan Remmers
- Ronnie Reniers
- Michel Ribeiro
- Leen de Ridder
- Rick te Riele
- Tom Rietberg
- Richard van Rijn
- Lorenzo Rimkus
- Brandon Robinson
- Rúben Rodrigues
- Jan van Roessel
- Joey Roggeveen
- Nicolás Romat
- Arie Romijn
- Peter van Rooden
- Enrico van Rooij
- Henk van Rooij
- Sven Roos
- Ivo Rossen
- Wesley de Ruiter
- Moreno Rutten
- Gerard de Ruyter
- Dylan Ryan

## S
- Peter Saarloos
- Said Saidi Amor
- Gaston Salasiwa
- Hans Salfischberger
- Dick Salm
- Jort van der Sande
- Pieter van de Sande
- Ben Santermans
- Rauno Sappinen
- Dré Saris
- Gerrie Schaap
- Jochem Scheij
- Samuel Scheimann
- Mark Schenning
- Damiano Schet
- Lowie van Schijndel
- Arnold Scholten
- Mike Scholten
- Maarten Schops
- Roger Schouwenaar
- Pieter Schrassert Bert
- Jos Schriever
- Dennis Schulp
- Ger Schuman
- Gerd Schunck
- Derk Schut
- Gerard Schuurman
- Stefano Seedorf
- Sepp Seemann
- Juanjo Serrano
- Ralf Seuntjens
- Giorgio Siani
- Konrad Sikking
- Florian Sinanaj
- Vykintas Slivka
- Piet van der Sluijs
- Orlando Smeekes
- Raymond Smeets
- Oswald Snip
- Ferne Snoyl
- Lorenzo Soares Fonseca
- Jens van Son
- Markus Soomets
- Brem Soumaoro
- Lennart Speijer
- Henny Spierings
- Stefan Stam
- Ayrton Statie
- Ad van de Steen
- Wouter van der Steen
- Wim van der Steene
- Gijs Steinmann
- Tim Stewart
- Preben Stiers
- Charly van der Stok
- Cees Storm
- Leo van Straaten
- Richard Stricker
- Martijn van Strien
- Eli Strijks
- Frank Sturing

## T
- Justin Tahapary
- Randy Thenu
- Ruben Thenu
- Jordy Thomassen
- Angelo Timisela
- Bart Tinus
- Ben Tinus
- Ryan Trotman

## U
- Markwin van Uden
- Peter Uneken
- Willy Uyens

## V
- Ad Vaessen
- Peter van de Vaart
- Leo Väisänen
- Jan Veenhof
- Carel van der Velden
- Junior van der Velden
- Stefan Velkov
- Danny Verbeek
- Maurice Verberne
- Hans Verèl
- Paul Verhaegh
- Hans Verhagen
- Roberto Verhagen
- John Verhoek
- Mark Verhoeven
- Gert-Jan Verhoof
- Ton Verkerk
- Sven Verlaan
- Vincent Vermeij
- Benno Verschut
- Elvis Versluis
- Danilo Verus
- Jaron Vicario
- Wim Vissers
- Leon Vlemmings
- Jeffrey Vlug
- Robin Voets
- Wouter de Vogel
- Daniël Voigt
- Wim Volkerink
- Joost Volmer
- Hans Vonk
- Michel Vorm
- Niels Vorthoren
- Henk Vos
- John Vos
- Niek Vossebelt
- Herman Vreeburg
- Dré Vugts

## W
- Peter van der Waart
- Karel Wagenaar
- Thijs Waterink
- Nyron Wau
- Fred de Weerd
- Tom van Weert
- Ton Westbroek
- Ad van de Wiel
- Rob Wielaert
- Stef Wijlaars
- Joop Wildbret
- John Willems
- Julian Willems
- Menno Willems
- Jordy van der Winden
- Wim Wolbers
- René Wolffs
- Randy Wolters
- Christopher Wreh

## Z

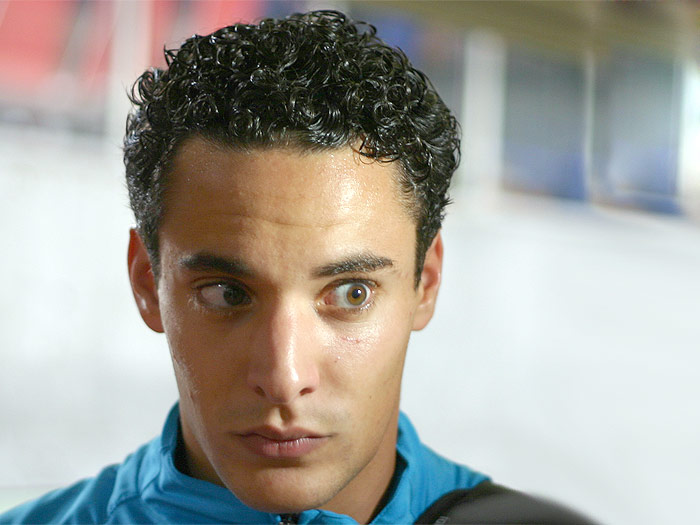
Otman Bakkal
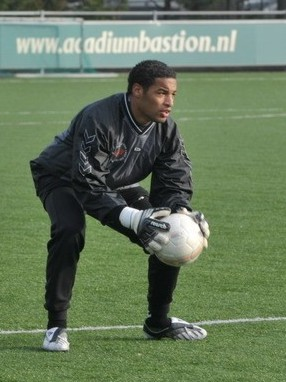
Gino Coutinho

- Brahim Zaari
- Ilias Zaimi
- Gedion Zelalem
- Furhgill Zeldenrust
- Linus Zimmer
- Zoran Zoran
- Rick Zuijderwijk
- Christophe van Zutphen
- Pieter van Zwieten
- André Zondag

- Otman Bakkal
- Gino Coutinho